# Michel L'Hour
Michel L'Hour (né en 1954) est un archéologue sous-marin français.

## Biographie
Né le 6 novembre 1954 à Tunis d'un constructeur de routes et d'une secrétaire, Michel L'Hour grandit à Nantes. Il est docteur en archéologie (1982), conservateur général du patrimoine et membre de l'Académie de Marine. Il est également membre du conseil scientifique et technique (STAB) de l'Unesco, convention internationale de 2001.
Après avoir enseigné deux ans l'histoire et la géographie dans un collège privé breton, il se spécialise dans l'archéologie sous-marine, et intègre le Département des recherches archéologiques subaquatiques et sous-marines (DRASSM). Il mène sa première fouille en 1979, à Fos-sur-Mer. Il travaille notamment sur les épaves normandes de l'époque moderne, dans la mer des Philippines, au Gabon ou au Pakistan.
Il est nommé en 2006 à la tête du DRASSM, après avoir menacé d'en démissionner. Il dote le DRASSM de deux navires: le André Malraux et le Triton. Un troisième navire, long de 46 mètres et nommé Alfred Merlin a été construit dans les chantiers navals de La Ciotat. Il a été inauguré à Marseille le 2 juillet 2021. 
Les deux navires ont fait l'objet de nombreuses controverses et enquêtes parlementaires à tel point que le DRASSM a été obligé de faire appel au privé pour ses financements.
De nombreux doutes ont été émis sur le financement du DRASSM notamment lors de ses interventions sur les champs éoliens où il est apparu que l'ADRAMAR créée à la fin des années 90 par Michel L'Hour a remporté bon nombre d'appels d'offres émis par Michel L'Hour alors directeur du DRASSM, et l'association cite de nombreuses opérations du Drassm comme étant les siennes
Au début des années 2010, il lance un programme de développement de robots sous-marins pour l'archéologie des abysses, qui se concrétise par de nombreuses campagnes,, jusqu'à 1000 mètres de profondeur, en Méditerranée et en Atlantique. Plusieurs campagnes archéologiques robotisées ont par exemple été menées sur l'épave de la Lune à 90 mètres au large de Toulon,.
Il est expert pour l’Observatoire international du trafic illicite des biens culturels.
Il est surnommé « Barberousse aux pieds palmés ».

## Distinctions

### Décorations
- Chevalier de la Légion d'honneur (2022)[21]
- Officier de l'ordre des Arts et des Lettres (2014)
- Chevalier de l'ordre du Mérite maritime (2015)
- Médaille d'honneur des douanes (2016)

### Distinctions littéraires
- Prix Robert de La Croix, 1989, Festival du Livre Maritime de Concarneau, pour l’ouvrage Le Mauritius, la mémoire engloutie.
- Prix du Beau Livre Maritime, 2006, Festival Livre & Mer de Concarneau, pour l’ouvrage La Mer pour Mémoire.
- Grand Prix littéraire 2006 de la Corderie et de l’Hermione, Festival Les Rendez-Vous de la Mer de Rochefort, pour l’ouvrage La Mer pour Mémoire.
- Prix Corail 2008 du livre maritime au Festival Mondial de l'image sous-marine d'Antibes pour l’ouvrage collectif Le mystère Lapérouse ou le rêve inachevé d’un roi.
- Prix Corail 2013 du livre maritime au Festival Mondial de l'image sous-marine, Marseille, pour l’ouvrage «De L’Archéonaute à l’André Malraux. Portraits intimes et histoires secrètes de l’archéologie des mondes engloutis.

## Publications
- Michel L'Hour, « Les statuettes de bois de l'épave Planier 1 à Marseille », Archaeonautica, vol. 4, no 1,‎ 1984, p. 53-73 (lire en ligne, consulté le 1er octobre 2017).
- Michel L'Hour, « Un site sous-marin sur la côte de l'Armorique. L'épave antique de Ploumanac'h », Revue archéologique de l'ouest, vol. 4,‎ 1987, p. 113-131 (lire en ligne, consulté le 1er octobre 2017).
- (en) Michel L'Hour, « The wreck of a Danish merchant ship, the Sainte Dorothea (1693) », Nautical Archaeology, vol. 22, no 4,‎ novembre 1993, p. 305-322 (lire en ligne, consulté le 1er octobre 2017).
- Michel L'Hour, « À l'aube de la construction navale espagnole en Asie: le San Diego (1600) », Archaeonautica, vol. 14, no 1,‎ 1998, p. 237-241 (lire en ligne, consulté le 1er octobre 2017).
- (en) Michel L'Hour, « Lapérouse and the Loss of the Astrolabe and the Boussole (1788): Reports of the 1986 and 1990 Investigations of the Shipwrecks at Vanikoro, Solomon Islands, Edited by Myra Stanbury and Jeremy Green », International Journal of Nautical Archaeologia, vol. 35, no 1,‎ avril 2006, p. 174-175 (lire en ligne, consulté le 1er octobre 2017).
- Courte collaboration avec le chasseur d'épave Bertrand Sciboz pour son ouvrage sur les épaves.